# Нідергозенбах
Нідергозенбах (нім. Niederhosenbach) — громада в Німеччині, розташована в землі Рейнланд-Пфальц. Входить до складу району Біркенфельд. Складова частина об'єднання громад Геррштайн.
Площа — 7,43 км2. Населення становить 279 ос. (станом на 31 грудня 2020).